# جائحة فيروس كورونا في ماليزيا 2019–20
جائحة فيروس كورونا في ماليزيا 2019–2020 هي جزء من الجائحة العالمية الناتجة عن فيروس كورونا المستجد (سارس-كوف-2). بدأت الحالات المؤكدة في ماليزيا في 25 يناير 2020، وسرعان ما شهدت البلاد ارتفاعًا كبيرًا في عدد الإصابات، خاصة بعد حدث ديني كبير في كوالالمبور في فبراير 2020.

## خلفية
فيروس كورونا المستجد (COVID-19) تم التعرف عليه لأول مرة في ووهان، الصين في ديسمبر 2019، وانتشر بسرعة إلى جميع أنحاء العالم. ماليزيا، كونها دولة ذات حركة سفر دولية عالية، كانت معرضة بشكل كبير للانتشار المبكر للفيروس.

## التسلسل الزمني
- 25 يناير 2020: تأكيد أول حالة إصابة بفيروس كورونا في ماليزيا.
- فبراير 2020: ارتباط العديد من الحالات بحدث ديني كبير في كوالالمبور، ما أدى إلى انتشار واسع.
- مارس 2020: فرض الحكومة الماليزية إجراءات صارمة مثل إغلاق المدارس والجامعات، وتعليق الرحلات الجوية، وتقييد حركة التنقل بين الولايات.
- أبريل–مايو 2020: تطبيق حظر التجول الجزئي (MCO) على مستوى البلاد للحد من انتشار الفيروس.
- يونيو 2020: تخفيف بعض القيود مع استمرار الالتزام بالإجراءات الوقائية.
- يوليو–ديسمبر 2020: تسجيل موجات محلية متعددة، مع استمرار الحكومة في فرض القيود حسب الوضع الوبائي في كل ولاية.

## الحالات حسب الولايات
| الولاية       | عدد الحالات المؤكدة (حتى ديسمبر 2020) |
| ------------- | ------------------------------------- |
| سيلانجور      | 15,000+                               |
| كوالالمبور    | 12,000+                               |
| ساراواك       | 10,000+                               |
| صباح          | 9,500+                                |
| جوهور         | 8,000+                                |
| بينانغ        | 5,500+                                |
| باقي الولايات | 20,000+                               |

## الاستجابة الحكومية
اتخذت الحكومة الماليزية عدة إجراءات للحد من انتشار الفيروس:
- إغلاق الحدود وتعليق الرحلات الجوية الدولية.
- فرض حظر التجول الجزئي (MCO) على مستوى البلاد.
- إغلاق المدارس والجامعات وتحويل التعليم إلى المنصات الإلكترونية.
- منع التجمعات الدينية والاجتماعية الكبيرة.
- إطلاق حملات توعية مكثفة حول الوقاية من الفيروس (ارتداء الكمامات، غسل اليدين، التباعد الاجتماعي).
- إنشاء مراكز حجر صحي للحالات المؤكدة والمخالطين.

## النظام الصحي والتأثيرات
- الرعاية الصحية: واجهت المستشفيات زيادة كبيرة في عدد المرضى، مع ضغط على وحدات العناية المركزة والمستلزمات الطبية.
- المعدات الطبية: تم استيراد أجهزة التنفس الصناعي والأقنعة الواقية لتلبية الطلب المتزايد.
- الاقتصاد: تأثرت القطاعات الاقتصادية، وخاصة السياحة والطيران والتجزئة، بسبب القيود على الحركة.
- التعليم: تم تحويل المدارس والجامعات إلى التعلم عبر الإنترنت لفترة طويلة.

## التطورات اللاحقة
- إطلاق حملات التطعيم ضد COVID-19 في أوائل 2021.
- استمرار الحكومة في فرض قيود محلية عند ظهور بؤر جديدة.
- تقديم دعم مالي للشركات والأسر المتضررة من الأزمة.

## التأثير الاجتماعي
- زيادة وعي المواطنين بالإجراءات الصحية.
- تأثير نفسي واجتماعي بسبب العزلة والحجر الصحي.
- تغييرات في أنماط العمل والدراسة، مع اعتماد العمل عن بعد والتعلم عبر الإنترنت.